# البحث عن إله مجهول
البحث عن إله مجهول هي رواية لجون ستاينبيك، نُشرت لأول مرة في عام 1933. كان الكتاب رواية ستاينبيك الثالثة (بعد كأس من ذهب ومراعي الفردوس). وجد ستاينبيك كتابة البحث عن إله مجهول صعبة للغاية؛ استغرقت منه ما يقرب من خمس سنوات لاستكمالها، وأثبتت الرواية أنها استغرقت في كتابتها وقتًا أطول من شرق عدن أو عناقيد الغضب، أطول روايات ستاينبيك.

## مقدمةالحبكة
في هذه الرواية، يستكشف ستاينبيك علاقة الإنسان بأرضه. و تدور الأحداث حول رجل يُدعى جوزيف واين، ينتقل إلى كاليفورنيا من أجل إقامة منزل. ينضم إليه إخوته الثلاثة بعد وفاة والدهم، وينشؤون مزرعة مزدهرة. لكن عندما يضرب الجفاف الأرض، يحلّل ستاينبيك كيفية استجابة الرجال لزعزعة إيمانهم.

## ملخص الحبكة
بطل الرواية في هذه القصة هو جوزيف واين، مزارع وُلد وعاش طفولته في مزرعة والده. وهو الثالث بين إخوته، أصغر من بيرتون وتوماس، كلاهما متزوج مسبقًا، لكنه أكبر من بنجي. عندما يكبر، يشعر بارتباط خاص بالأرض، ويقرر الانتقال إلى كاليفورنيا لإنشاء منزل وتأسيس عائلة. يتوسّل إليه والده، جون واين، بعدم الذهاب، ولكنه يرضخ أخيرًا عندما يدرك شغف جوزيف، ويمنحه مباركته. في طريقه إلى الغرب، يلتقي جوزيف بجوان العجوز الذي يشجعه على إنشاء منزل وإقامة احتفال بمجرد تأسيسه. بعد فترة من التجوّل، يدخل جوزيف كاليفورنيا ويسجل مقرّ سكنه في وادي نويسترا سنيورا. يبني منزله تحت شجرة بلوط ضخمة يتّضح أنها ترمز إلى والده. في أثناء البناء، يعمل مع هندي مكسيكي يُدعى خوانيتو، والذي يعرض عليه أن يكون راعي بقر لديه مقابل صداقته. يسمع جوزيف عن «سنوات الجفاف»، الجفاف الطويل الذي يبدو أنه دوري، وهو لعنة على جميع المزارعين في المنطقة. ومع ذلك، فهو مقتنع بأنها لن تعود مرة أخرى. يكتب لإخوته ويخبرهم أن يأتوا وينضموا إليه، لاستملاك الأرض التي بجواره. في أثناء استكشافهم الأرض التي حصلوا عليها، يعثر جوزيف وخوانيتو على صخرة مكسوّة بالطحلب ونبعًا عميقًا في وسط غابة صنوبر. لها هالةٌ تجعل كل من يراها يعترف بأنها مقدّسة، لكنها مخيفة كذلك.
يلتقي جوزيف في وقت لاحق بإليزابيث، وهي معلمة من مونتيري. بعد عدة محاولات فاشلة، ينجح جوزيف في طلب يدها ويتزوجان. عندما يعودان إلى المزرعة بعد الزفاف، يكتشفان أن بنجي تعرّض للطعن حتى الموت على يد خوانيتو الذي أمسك به وهو يغوي زوجته. عندما يجتمع الرجلان في وقت لاحق من تلك الليلة عند الصخرة المقدسة، يطلب خوانيتو من جوزيف قتله انتقامًا لأخيه، لكن جوزيف يرفض ذلك. يريد جوزيف إقناعه بأن الأمر كان مجرد حادث حتى يتمكن خوانيتو من البقاء، لكن خوانيتو يترك المزرعة، ويعِد بالعودة بمجرد التكفير عن الذنب. تنضم إليزابيث إلى المزرعة وتقابل راما، زوجة توماس، التي تساعدها في أشياء كثيرة، بما في ذلك ولادة أول طفل لها. تزدهر المزرعة لبعض الوقت، وتحمل إليزابيث بطفل. يصبح أخو جوزيف بيرتون، وهو مسيحي متدين، مهتمًا بشكل متزايد بأنشطة جوزيف مع الشجرة، بعد رؤيته يتحدث إليها، ويقدّم لها القرابين أيضًا. بعد فترة، يتذكّر جوزيف وعده لجوان العجوز، وتصبح المزرعة مكانًا لاحتفال رأس السنة. بعد مشاهدة جميع الأنشطة الوثنية التي تحدث في الاحتفال، يقرر بيرتون مغادرة المزرعة. بعد مغادرته، يكتشف الأخوان المتبقيان أن بيرتون حفر حول جذور الشجرة لقتلها. في فصل الشتاء القاسي التالي، يبدأ كل شيء بالموت مع بدء الجفاف الشديد، ويخشى الجميع أن تعود سنوات الجفاف مرة أخرى. ومع ذلك، يؤمن جوزيف بالأرض ويرفض المغادرة.
في أحد الأيام، يزور جوزيف وإليزابيث الفسحة حول الصخرة المقدسة لتهدئة مخاوف إليزابيث بشأنها. تقرر إليزابيث اعتلاء الصخرة المغطاة بالطحلب، ولكنها تنزلق وتسقط، فتُكسر رقبتها، وتموت على الفور. يعود جوزيف إلى المنزل مصعوقًا وهو يحمل جسد إليزابيث، ما يثير صدمة الجميع. تلحظ راما مدى اضطراب جوزيف وتنام معه لتلبية احتياجاتهما. بعد ذلك، يعطي جوزيف ابنه البكر لها. بعد مرور بعض الوقت، عندما يفرض الجفاف تدابير يائسة، يستكشف جوزيف وتوماس الساحل لمعرفة ما إذا كانت هناك أي طريقة تمكّنهم من البقاء في المزرعة. يقابلان رجلًا يضحي بمخلوقات صغيرة قربانًا للشمس في كل ليلة عند غروبها، ويشعر جوزيف بوجود ارتباط معه. عند عودتهما، يقرر جوزيف وتوماس اصطحاب الماشية إلى سان خواكين لإيجاد مراعٍ خضراء. في اللحظة الأخيرة، يقرر جوزيف البقاء، لكنه يشعر أن كل الأرض تخلّت عنه باستثناء بستان الصنوبر والجدول والصخرة المكسوة بالطحلب. يعتقد جوزيف أن الصخرة المكسوة بالطحلب هي قلب الأرض، وطالما أنها على قيد الحياة، يستحيل للأرض أن تموت. يعيش بعد ذلك بجوار الصخرة ويراقب الجدول يجف ببطء، مستخدمًا الماء لإبقاء الصخرة رطبة وحيّة. يعود خوانيتو ويقنع جوزيف بزيارة كاهن البلدة للحصول على مساعدته في إنهاء الجفاف. يرفض الكاهن الصلاة من أجل المطر، قائلًا إن اختصاصه هو إنقاذ أرواح البشر. يعود جوزيف مهزومًا إلى الصخرة، ليجد أن الجدول قد جفّ وأن الصخرة تموت. ضائعًا في حيرة من أمره، يدرك جوزيف أنه قلب الأرض، فيضحّي بنفسه بجرح معصميه لريّ الصخرة بدمه. بينما يحتضر وهو مستلقٍ على الصخرة المقدسة، يشعر بأن المطر يبدأ بالهطول من جديد.

## التلقي النقدي
البحث عن إله مجهول (1933) تمثّل واحدة من أكثر الأعمال تعقيدًا وتأملًا في المسيرة الأدبية لجون شتاينبك، وتكشف عن بعدٍ فلسفي وروحي غالبًا ما يُغفَل عند مقارنتها برواياته الواقعية الكبرى مثل عناقيد الغضب أو فئران ورجال. في هذه الرواية، يقدّم شتاينبك تأملًا عميقًا في علاقة الإنسان بالأرض، لا من منظور زراعي أو اقتصادي فحسب، بل من زاوية ميثولوجية وروحية، تجعل الأرض كائنًا حيًّا متكاملًا، ذا روح وقلب ونبض، وهي فكرة مركزية تتجسد في ارتباط البطل "جوزيف واين" العميق والوثيق بالأرض، لا باعتبارها مصدرًا للحياة، بل كمعبود غامض يتطلب الاحترام والتقديس. يتبنى جوزيف موقفًا صوفيًا تجاه الطبيعة، فيرى في شجرة البلوط رمزيةً لأبيه المتوفى، ويؤمن بأن الصخرة المكسوة بالطحلب هي قلب الأرض ومرآة لحضور الإله، إلهٍ ليس محددًا ضمن الأطر الدينية التقليدية، بل مجهول، غير مُمَأسَس، وغير معلن، وربما كامن في كل ما هو حي. هذا الإيمان الشخصي، الحميم، يصطدم بتمثيل الدين الرسمي في شخصية شقيقه بيرتون، المسيحي البروتستانتي المتشدد، الذي يرى في طقوس جوزيف واحتفالاته ضربًا من الوثنية والانحراف العقائدي، ويذهب إلى حد اقتلاع جذور الشجرة المقدسة في محاولة رمزية لـ"قتل" هذا الإيمان البديل. هذا الصراع بين الإيمان المؤسسي والإيمان البدائي العفوي يمثل أحد أهم محاور الرواية، حيث يستعرض شتاينبك التوتر الأبدي بين الدين القائم على الطقوس والسلطة من جهة، والإيمان العفوي القائم على تجربة ذاتية مباشرة مع الطبيعة من جهة أخرى.
الرواية مكتظة بالرموز الميثولوجية والدينية، حيث تشير الشجرة إلى المحور الكوني (Axis Mundi)، وهو مفهوم شائع في الميثولوجيات القديمة، يربط السماء بالأرض، بينما تُمثّل الصخرة الغامضة القلب النابض للأرض، وبمثابة معبد طبيعي مقدس. وتظهر نهاية الرواية حين يقدّم جوزيف دمه قربانًا للصخرة ليُعيد إليها الحياة تعبيرًا واضحًا عن فكرة الفداء، التي تتجاوز المسيحية لتُحيل إلى طقوس التضحية في الديانات الوثنية والبدائية، بما في ذلك تلك التي تُمارَس في قبائل أميركا اللاتينية أو الثقافات الشامانية. هذه الرمزية الكثيفة تدفع النقاد إلى تصنيف الرواية كأحد الأعمال الرمزية الكبرى في أدب شتاينبك، رغم غيابها شبه التام عن المناهج الدراسية التقليدية أو عن الشعبية الجماهيرية التي عرفتها أعماله الأخرى. ولعل أحد أسباب ذلك هو أن الرواية لا تطرح حبكة تقليدية بقدر ما تشتغل على مستوى الأفكار، مما يجعلها أقرب إلى تأملات فلسفية في هيئة قصة سردية.
من الناحية النفسية، يمكن النظر إلى جوزيف بوصفه شخصية مأزومة في بحث وجودي عن معنى، حيث تتراوح حياته بين العزلة والالتزام، بين الحب والفقد، وبين الرغبة في البقاء والوعي بحتمية الفناء. وتتجلى هذه الازدواجية في علاقاته: مع الأرض كأم، ومع الصخرة كمعبد، ومع زوجته إليزابيث التي تمثل الحب والخصوبة، ثم تموت في لحظة مأساوية تعيد التأكيد على هشاشة الحياة وقسوة الطبيعة. كما أن علاقة جوزيف بزوجة أخيه، والتي تلي وفاة زوجته، تطرح أسئلة أخلاقية وإنسانية عن الحزن، والعزاء، والارتباط بين الجسد والروح في مجتمعات ينهار فيها النظام الاجتماعي أمام ضغوط البقاء والحرمان.
وإلى جانب عمقها الفلسفي، تتميز الرواية بأسلوب سردي مكثّف وشاعري في آن، يطغى فيه حضور الطبيعة ككيان فعّال، يتكلم ويؤثر ويتفاعل مع الشخصيات، ما يجعل البيئة ليست مجرد خلفية، بل شخصية بحد ذاتها. كما يُظهر شتاينبك قدرة مدهشة على خلق مناخ أسطوري، يتجاوز الزمن والمكان، ليدخل القارئ في فضاء تأملي يخاطب الأسئلة الوجودية الكبرى حول الله والموت والمعنى والبقاء. وهكذا، فإن *البحث عن إله مجهول* ليست رواية عن مزارع يبحث عن الماء أو عن خلاص أرضه فحسب، بل نص رمزي يشتبك فيه الإنسان مع قدره، ومع ذاكرته، ومع آلهته الشخصية التي قد لا يحمل لها اسمًا، ولكن يحمل لها ولاءً روحيًا عميقًا. وختم الرواية بهطول المطر بعد أن يقدّم جوزيف دمه، قد يُقرأ بوصفه معجزة رمزية تؤكد أن الإيمان الصادق – حتى لو لم يكن مؤطّرًا دينيًا – قادر على إعادة الحياة، أو على الأقل، على منحها معنى في وجه العبث. لذلك، فإن هذه الرواية تمثل لحظة حاسمة في تطور فكر شتاينبك الأدبي، وتكشف عن رؤيته العميقة للعلاقة بين الإنسان والأرض، الدين والروح، التضحية والخلاص، وهي جوانب ستظل تتردد في كتاباته اللاحقة، ولكنها هنا، في هذه الرواية، تجد أوضح تجلياتها وأكثرها جرأة.